# Anão gasoso
Um anão gasoso é um planeta gasoso com um núcleo rochoso que se acumulou em uma grossa camada de hidrogênio, hélio e outros materiais voláteis, tendo como resultado um raio total entre 1,7 e 3,9 raios terrestres. O termo é usado em exoplanetas de três camadas, com regime de classificação baseado na metalicidade e período curto, que também inclui os rochosos, planetas terrestres semelhantes com menos de 1,7 raios terrestres e planetas maiores com 3,9 raios terrestres, nomeadamente gigantes gelados e gigantes gasosos. Não é conhecida a existência de anões gasosos no Sistema Solar, mas eles são comuns em outros sistemas planetários.
Planetas gasosos menores e planetas mais próximos de sua estrela hospedeira perderá massa atmosférica mais rapidamente via de escape hidrodinâmico do que os planetas maiores e planetas mais distantes.
O menor planeta extrassolar conhecido que é um provável "planeta gasoso" é Kepler-138d, que tem a mesma massa que a Terra, mas é 60% maior e, portanto, tem uma densidade que indica uma camada de gás de espessura.
Um planeta gasoso de baixa massa ainda pode ter um raio semelhante a de um gigante gasoso se ele tiver a temperatura certa.